# Topeliopsis elixii
Topeliopsis elixii är en lavart som beskrevs av Frisch & Kalb. Topeliopsis elixii ingår i släktet Topeliopsis och familjen Graphidaceae.   Inga underarter finns listade i Catalogue of Life.